# James Kirchner
James W. Kirchner est professeur des sciences de la Terre et de planétologie à l'université de Berkeley (Californie).

## Biographie
Ses recherches actuelles concernent les champs de la géomorphologie, hydrologie, géochimie environnementale, mais aussi de l'écologie de l'évolution et de la paléobiologie. Il est actuellement directeur du Central Sierra Field Research Stations de Berkeley.
Une étude conduite par Kirchner et Anne Wiel a montré que le temps nécessaire à la vie sur Terre pour réapparaitre après une extinction de masse comme celui qui a anéanti les dinosaures n'est pas, comme on le pensait auparavant, proportionnel aux dommages subis. Au contraire, Kirchner et Wiel, en analysant les collections de fossiles enregistrées par Jack Sepkoski, montrent que le délai moyen de réapparition est d'environ 10 millions d'années, et ce sans se référer au nombre d'espèces disparues. Kirchner a également été actif dans l'évolution de l'hypothèse Gaïa, bien qu'il en soit également un critique.